# Sint-Job-in-'t-Goor
Sint-Job-in-'t-Goor is een plaats in de Belgische provincie Antwerpen. Het is een residentiële deelgemeente van Brecht in de ruime agglomeratie van Antwerpen op de grens met de Noorderkempen. In 1977 werd de gemeente Sint-Job-in-'t-Goor opgeheven en als deelgemeente toegevoegd aan Brecht.

## Geschiedenis
De plaats werd reeds vermeld in de 13de eeuw, en ontstond rond een kapel gewijd aan Sint-Job. Aanvankelijk was Sint-Job een parochie van Schoten, tot het er in 1564 van gescheiden werd. Tot die tijd was Sint-Job samen met Schoten ook een onderdeel van het oude bisdom Kamerijk terwijl Brecht daarentegen deel uitmaakte van het oude bisdom Luik.
In 1617 werd de heerlijkheid van Sint-Job zelfstandig. Voordien vormde hij samen met 's-Gravenwezel een heerlijkheid. De helft van deze heerlijkheid was sedert 1148 in handen van de Abdij van Villers. In 1686 werd ook de andere helft aan deze abdij verkocht door de toenmalige eigenaars Petrus de Keyser en Florentia Nicola.
Op 25 september 1908 ondernam luchtvaartpionier baron Pierre de Caters boven de velden ten zuiden van de dorpskern als allereerste Belg een testvlucht met een vliegtuig. Spoedig daarna richtte hij hier het allereerste vliegveld van België op met bijhorende vliegschool. Vandaag de dag is hier niets meer van overgebleven, maar deze buurt wordt daarom nog wel steeds de Vliegplein genoemd. Het vliegveld situeerde zich waar nu de site is van Clara Fey (vroeger de site van de Broeders van Liefde = Kristus Koning) gelegen links aan de Bethaniënlaan. Ook een andere bekende pionier, Jan Olieslagers, verdiende hier zijn eerste sporen, maar zou daarna mee aan de grondslag staan van de oprichting van het Vliegveld van Deurne in Deurne.
In de Tweede Wereldoorlog had het dorp in september 1944 zwaar te lijden onder dagenlange felle gevechten, toen Canadese en Britse troepen trachtten de nog onbeschadigde brug over het kanaal te veroveren om hun opmars naar het noorden verder te zetten. De geallieerde aanval werd door de Duitsers echter afgeslagen, en pas na ruim een maand kon het dorp uiteindelijk op 23 september bevrijd worden na de doorbraak van de geallieerde troepen via andere bruggen over het kanaal te Sint-Jozef (Rijkevorsel) en Sint-Lenaarts.
Tussen de twee wereldoorlogen en nog tot in de jaren 1960, was Sint-Job-in-'t-Goor als groen vakantieoord en weekendverblijf ook erg geliefd bij de welgestelde Antwerpenaren. Hiervan zijn nog steeds enkele campings langsheen het kanaal (Floreal Het Veen en De Merel) en het nu geklasseerde natuurlandschap Brechtse Heide de stille getuigen. Mogelijk houdt het ontstaan van het in de omstreken bekende volkse kinderliedje "En we rijden naar Sint-Job op nen ezel zonder kop" hiermee ook verband, alhoewel het eerder naar de pest- en bedevaartskapel van Sint-Job aan de Bredastraat op de Dam bij Antwerpen zou verwijzen.
Tijdens de gemeenteraad van 15 november 1972 werd een eerste maal gesproken over de toekomstige gemeentelijke fusies. De raadslieden stonden een aanhechting van grondgebied van Schoten, 's-Gravenwezel en Brecht voor.
Een oude overgang van het Kanaal Dessel-Turnhout-Schoten ter hoogte van Sas 5 werd opnieuw opengesteld op 28 april 1976.
Tweemaal kwam het dorp in het eerste decennium van de 21e eeuw in het nationale nieuws op radio en televisie met enkele nieuwsberichten met dodelijke afloop:
- Eind juni 2000 kwamen 4 fietsers uit hetzelfde gezin, de ouders en hun twee jonge kinderen, om het leven bij een tragisch verkeersongeval waarbij een dronken vrachtwagenbestuurder vluchtmisdrijf pleegde. Enkel het derde en het jongste kind overleefden het ongeval. Een bord in de bocht aan de Bethaniënlei, op de grens met buurgemeente Schilde (op de weg naar Sint-Antonius) herinnert hier nog aan.[4] De nasleep van de rechtszaak hieromtrent zwengelde de discussie aan over de al of niet gepaste straffen in België tegen dronken bestuurders die een dodelijk ongeval veroorzaken.
- Begin november 2004 werd enkele dagen gezocht naar een verdwenen kind na een familieruzie.[5]

Op 14 oktober 2011 werd in het dorpscentrum een nieuwe brandweerkazerne officieel ingehuldigd als voorpost van deze van de hoofdgemeente Brecht, dat ruim 10 kilometer verderop gelegen is. Hierdoor werd de interventietijd voor hulp bij brand of ongeluk aanzienlijk verkort, een oud zeer sinds de fusie met Brecht in 1977.

## Bezienswaardigheden

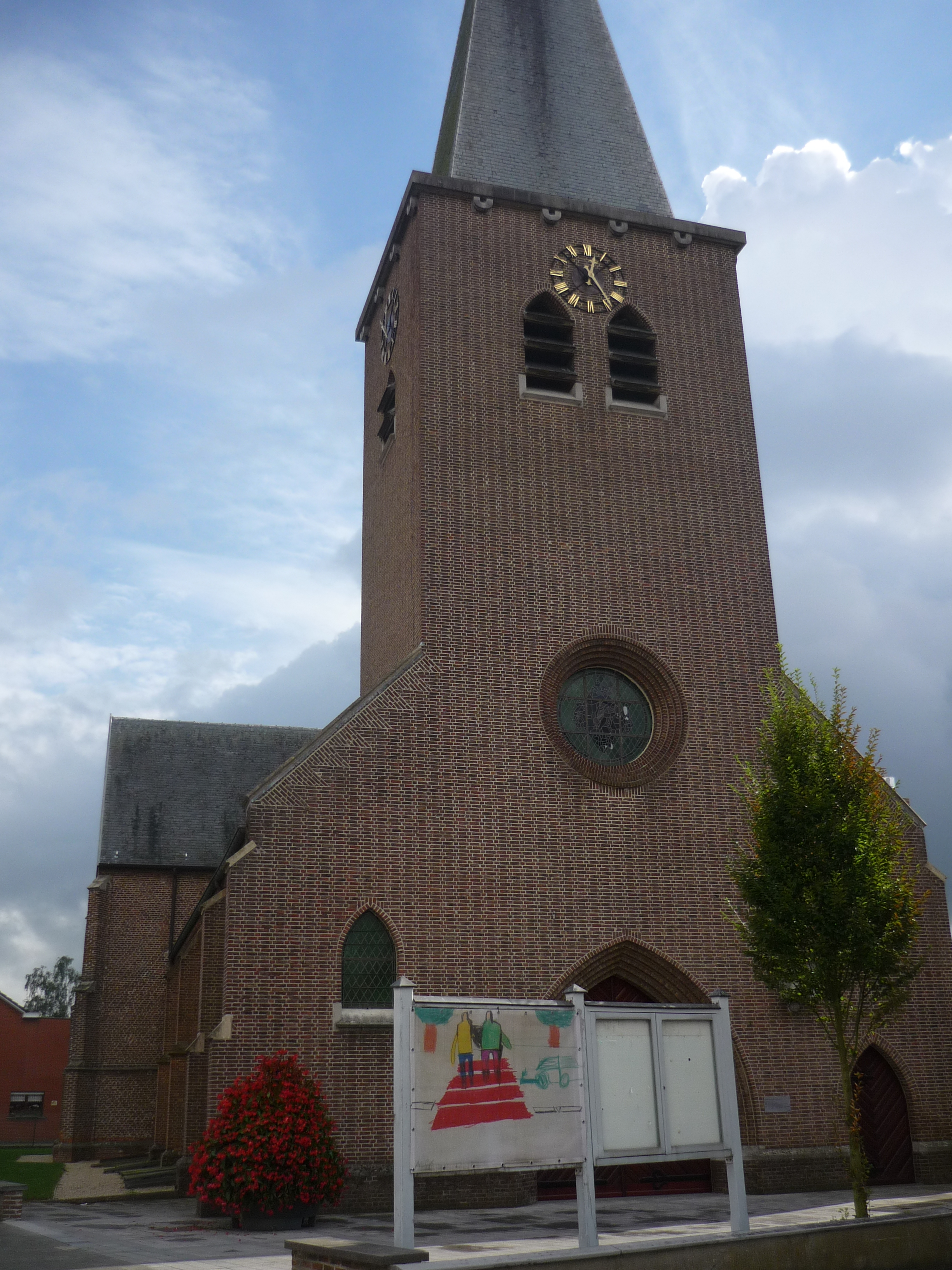
Parochiekerk Sint-Job

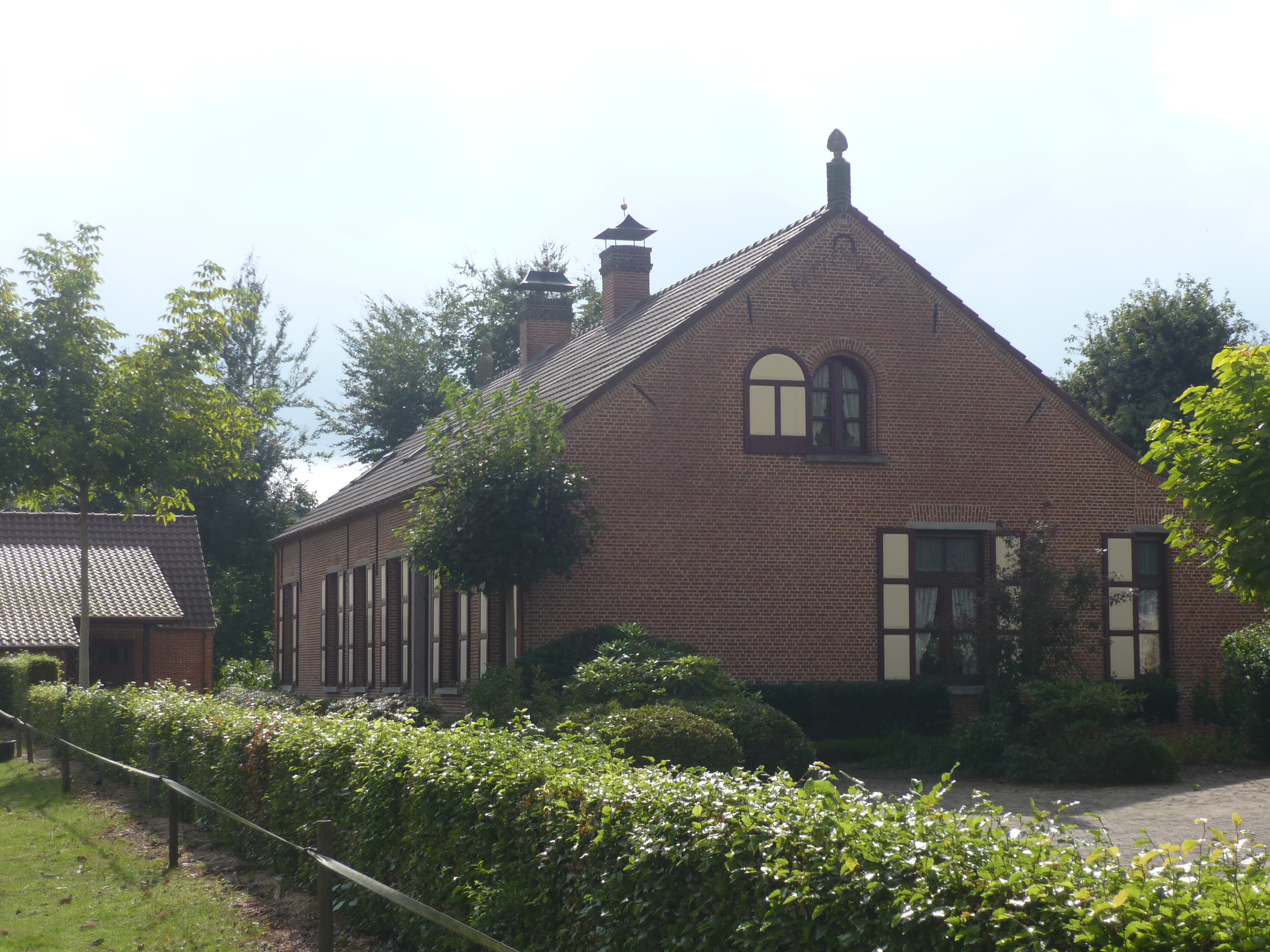
Boerenhuis

- De gotische Sint-Jobkerk dateert uit 1511 en bestaat daarmee 500 jaar in 2011. De twee zijbeuken dateren uit de 19e eeuw.[6] In mei 1940 werd de kerk zwaar beschadigd door terugtrekkende Belgische troepen, die de toren opbliezen om te voorkomen dat de oprukkende Duitsers deze als uitkijkpost zouden kunnen gebruiken.[3] Bij de herstellingswerken na de oorlog werd een nieuwe, moderne toren gebouwd.
- De 18e-eeuwse pastorie, vernield in 1940 en in oude stijl herbouwd in 1947. Met hardstenen tuinpoort van 1779. [7].
- Winter's Bridge, monument langs het kanaal aan de Vaartlaan ter nagedachtenis aan de bevrijding in 1944.[3]
- De Antitankgracht, een verdedigingslinie uit de Tweede Wereldoorlog waarlangs zich nog steeds diverse bunkers bevinden, nu een natuurgebied en recreatief fietspad.[8]
- De schotelvormige watertoren (1981) in de dorpskern.
- Het Kristus Koning Instituut, een school voor buitengewoon onderwijs,[9] met overdekte speelplaats.[10]
- De Bosuil, een monument naar de bijnaam van de inwoners van Sint-Job, de Bosuilen, gesneden uit het hout van een eeuwenoude maar afgestorven beuk uit het natuurgebied de Brechtse Heide. Het werd op 25 april 2010 ingehuldigd en staat in de inkomhal van het Administratief Centrum.[11]
- Een eeuwenoude tamme kastanje met een omtrek van ca. 6 m. Deze boom werd verkozen als boom van het jaar 2024.

## Natuur en landschap
Sint-Job-in-'t-Goor ligt in de Noorderkempen en heeft een hoogte van 11-22 meter. De bodem bestaat uit zandgrond. Een aanzienlijk deel van het oppervlak is verkaveld. Het oosten van de deelgemeente is bosrijk. Men vindt er de Grote Vraagheide, een heidegebied. Ook is er 130 ha bos en er zijn vennen (Marmerven en Muizenven) en moerassen.

## Demografische ontwikkeling
- Bronnen:NIS, Opm:1806 tot en met 1970=volkstellingen; 1976 = inwoneraantal op 31 december

## Politiek

### Geschiedenis

#### Lijst van burgemeesters
| Tijdspanne | Tijdspanne  | Burgemeester               |
| ---------- | ----------- | -------------------------- |
|            | 1799 – 1800 | Jan Stynen                 |
|            | 1800 – 1804 | Cornelis Janssens          |
|            | 1804 – 1806 | Jan Frans Schillemans      |
|            | 1806 – 1812 | Joseph Pierre Cuylen       |
|            | 1812 – 1828 | Jan Frans Schillemans      |
|            | 1828 – 1835 | Theodoor Cuylen            |
|            | 1835 – 1854 | Frans Claes                |
|            | 1855 – 1871 | Egidius Ludovicus De Smedt |

| Tijdspanne | Tijdspanne  | Burgemeester                          |
| ---------- | ----------- | ------------------------------------- |
|            | 1872 – 1911 | Cornelius Jacobus Lambrechts          |
|            | 1911 – 1912 | Jozef Van Goethem (waarnemend)        |
|            | 1912 – 1941 | Alfons Lambrechts                     |
|            | 1941 – 1944 | Leo De Ren (VNV, oorlogsburgemeester) |
|            | 1944 – 1945 | Alfons Lambrechts                     |
|            | 1945 – 1958 | Karel Mattheesen                      |
|            | 1959 – .... | Frans Wouters                         |

## Evenementen
- Wekelijkse markt op woensdagnamiddag op het dorpsplein.
- Jaarmarkt en kermis: elke eerste zondag na 10 mei.
- Braderij: elke tweede zondag van september. (afgeschaft in 2014)
- Ballekesfeesten is vanaf 2023 de naam voor het festival dat sinds 2008 als Sint-Job Zomert georganiseerd werd.
- I Love Sint-Job en I Love Retro zijn twee fuiven die door de lokale Chiro in een feestweekend georganiseerd worden.

## Mobiliteit
- Sint-Job wordt doorsneden door het Kanaal Schoten-Dessel.
- De N115 is de verbindingsweg van Antwerpen naar Hoogstraten, die het dorp doorkruist van het zuidwesten naar het noordoosten, ongeveer parallel met het Kanaal Antwerpen-Turnhout.
- Net ten noorden loopt de snelweg A1/E19, met een op- en afrittencomplex ter hoogte van Sint-Job. Sinds de jaren 90 is deze snelweg vanaf dit punt tijdens de ochtendspits richting Antwerpen een vaste naam geworden in de radioberichtgeving door de vele files of ongevallen, waardoor het dorp een minder aangename bekendheid kreeg.
- De HSL 4 loopt iets ten westen van Sint-Job-in-'t-Goor.

## Bekende inwoners
- Max Wildiers, filosoof en theoloog
- Peter Benoit, componist
- Valère Depauw, schrijver
- Daniëlla Somers, kickbokser, met twee wereldtitels
- Peter Van Asbroeck, acteur
- Christel Van Dyck, presentatrice
- Oliver Symons, Belgische deelnemer aan het Junior Eurovisiesongfestival 2008
- Dirk De Smet, winnaar van X Factor in 2008
- Erwin Lemmens, voetballer
- Sjoert De Cremer, nieuwsanker ATV

## Nabijgelegen kernen
Schoten, Maria-ter-Heide, Brasschaat, Overbroek, Brecht, 's-Gravenwezel, Sint-Antonius